# Casimira bhutanensis
Casimira bhutanensis är en insektsart som beskrevs av Ghosh, A.K., R.C. Basu och D.N. Raychaudhuri 1971. Casimira bhutanensis ingår i släktet Casimira och familjen långrörsbladlöss. Inga underarter finns listade i Catalogue of Life.